# Список умерших в 1147 году

Антоний Римлянин

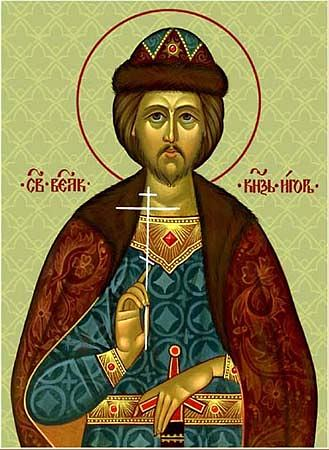
Игорь Ольгович

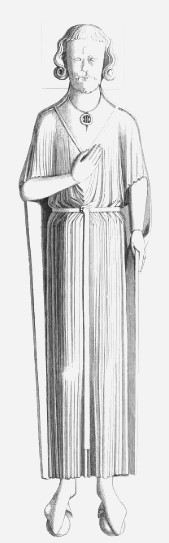
Роберт Глостерский

В этой статье представлен список известных людей, умерших в 1147 году.
См. также: Категория:Умершие в 1147 году

## Февраль
- 20 февраля — Арнольд I — граф Клеве (1119—1147)
- 24 февраля — Иван Юрьевич — Князь Курский (1146—1147)

## Апрель
- 6 апреля — Фридрих II Одноглазый — герцог Швабии (1105—1147)
- 9 апреля — Конрад I Абенбергский[нем.] — архиепископ Зальцбурга (1106—1147).

## Август
- 3 августа — Антоний Римлянин — русский православный святой, основатель новгородского Антониева монастыря.

## Сентябрь
- 19 сентября — Игорь Ольгович — Великий князь Киевский (1146), святой Русской православной церкви. Убит.

## Октябрь
- 25 октября — Мартин Муниш — португальский рыцарь, пожертвовавший жизнью во время осады Лиссабона, национальный герой Португалии.
- 26 октября — Бернхард фон Плёцкау — граф Плёцкау (1133—1147).
- 31 октября — Роберт Глостерский — незаконнорожденный сын английского короля Генриха I, первый граф Глостер (с 1122), полководец и руководитель партии сторонников императрицы Матильды в период гражданской войны в Англии 1135—1154 гг. и один из крупнейших государственных деятелей Англо-Нормандской монархии второй четверти XII века.

## Ноябрь
- 16 ноября — Бернхард фон Триксен[нем.] — немецкий граф из рода Спанхеймов.Погиб во втором крестовом походе.

## Декабрь
- 25 декабря — Ги II де Понтье — граф де Понтье (ок.1126—1147)

## Дата неизвестна или требует уточнения
- Ален I де Роган — первый маркиз де Роган, родоначальник Дома де Роган
- Агата Лотарингская[англ.] — пфальцграфиня-консорт Бургундии, как жена пфальцграфа Рено III (1130—1147)
- Ибн Бассам[англ.] — андалузский поэт и историк, автор «Сокровищницы достоинств жителей Андалузии»
- Гвидо де Кастро Фицело[англ.] — итальянский кардинал
- Герман Турнейский — фламандский хронист, теолог и агиограф, монах-бенедиктинец, летописец и третий настоятель аббатства Св. Мартина в Турне.
- Давыд Святославич — князь пронский (1143—1146), князь рязанский (1146—1147)
- Джон Капелланус[англ.] — епископ Глазго (1109/1118 —1147), первый канцлер Шотландии (1124—1126)
- Ефрем — епископ ростовский и суздальский (1090—1147)
- Ибрахим ибн Ташфин — эмир Альморавидов (1145—1146), убит альмохадами.
- Исхак ибн Али — последний эмир Альморавидов (1146—1147), убит альмохадами.
- Константин Микульчич — новгородский посадник (1136—1137, 1146—1147)
- Комита II — юдекс Арбореи (1131—1147)
- Онуфрий — епископ Черниговский (в составе Киевской митрополии Константинопольской православной церкви).
- Сатаке Масаёше[англ.] — японский самурай, родоначальник клана Сатаке.
- Уильям Фиц-Дункан — англо-шотландский аристократ, феодальный барон Аллердейла, Скиптона и Коупленда.
- Уолтер Фиц-Эдвард из Солсбери — английский землевладелец, феодальный барон Читтерна, шериф Уилтшира.